# Pimarinska kiselina
Pimarinska kiselina je karboksilna kiselina iz grupe rezinskih kiselina. Ona se može pripremiti dehidratacijom abietinske kiseline. Te dve kiseline su obično prisutne u smešama poput kalofonijuma. Ona je rastvorna u alkoholima, acetonu, i etru.